# Ferricromo
Il ferricromo è un sideroforo. Chimicamente è un complesso formato da un esapeptide ciclico legante un atomo di ferro.
È stato isolato nel 1952 dal fungo Ustilago sphaerogena. È prodotto da funghi del genere Aspergillus, Ustilago e Penicillium.